# Horace James Gilman
Horace James Gilman, britanski general, * 1907, † 1976.